# Rolf Lidberg
Rolf Jonas Lidberg, född 26 maj 1930 i Järkvissle, Liden i Medelpad, död 15 februari 2005 i Sundsvall, var en svensk författare, målare och sagotecknare.

## Biografi
Rolf Lidberg var son till skogsarbetaren Jonas Mauritz Lidberg och hans maka. Lidberg var som konstnär autodidakt, men bedrev konststudier i Florens 1953 som Fondazione Lerice-stipendiat. Han arbetade huvudsakligen med illustrationer för olika sagoböcker och tidskrifter, och illustrerade bland annat Gustav Sandgrens Trollet, som tappade sitt skägg (1952). Lidberg var mest känd för sina akvarelltavlor och böcker med målningar av troll, som skildrar gammaldags liv vid Indalsälven innan älven byggdes ut. Hans troll var mycket mänskliga, och oftast sysselsatta med något ute i naturen som bär- eller svampplockning eller fiske. Ett flertal av böckerna har översatts till 12 olika språk.
Lidbergs stora intresse var botanik, särskilt orkidéer och svampar. Han var även med och grundade Sundsvalls mykologiska sällskap 1970. Han reste runt i Europa för att måla och rita av växtlighet, och vistades långa tider på Sicilien där han blev hedersmedborgare i staden Geraci. 
I början av 1980-talet sände SVT en serie om tre program om Rolf Lidberg, betitlad En man och hans blommor. Han gjorde också några TV-program som hette Strövtåg på Tenerife; han hade också vistats mycket på Teneriffa.